# Grande Prêmio da Argentina de 2016 (MotoGP)
O Grande Prêmio da MotoGP da Argentina de 2016 ocorreu em 03 de abril.

## Resultados

### Classificação MotoGP
| Pos | Piloto           | Equipe                        | Moto    | Tempo     | Pontos |
| --- | ---------------- | ----------------------------- | ------- | --------- | ------ |
| 1   | Marc Marquez     | Repsol Honda Team             | Honda   | 34'13.628 | 25     |
| 2   | Valentino Rossi  | Movistar Yamaha MotoGP        | Yamaha  | +7.679    | 20     |
| 3   | Dani Pedrosa     | Repsol Honda Team             | Honda   | +28.100   | 16     |
| 4   | Eugene Laverty   | Aspar Team MotoGP             | Ducati  | +36.542   | 13     |
| 5   | Hector Barbera   | Avintia Racing                | Ducati  | +36.711   | 11     |
| 6   | Pol Espargaro    | Monster Yamaha Tech 3         | Yamaha  | +37.245   | 10     |
| 7   | Stefan Bradl     | Aprilia Racing Team Gresini   | Aprilia | +41.353   | 9      |
| 8   | Bradley Smith    | Monster Yamaha Tech 3         | Yamaha  | +50.709   | 8      |
| 9   | Tito Rabat       | Estrella Galicia 0,0 Marc VDS | Honda   | +50.983   | 7      |
| 10  | Alvaro Bautista  | Aprilia Racing Team Gresini   | Aprilia | +1'01.388 | 6      |
| 11  | Aleix Espargaro  | Team SUZUKI ECSTAR            | Suzuki  | +1'08.868 | 5      |
| 12  | Michele Pirro    | OCTO Pramac Yakhnich          | Ducati  | +1'18.987 | 4      |
| 13  | Andrea Dovizioso | Ducati Team                   | Ducati  | +1'33.419 | 3      |

### Classificação Moto2
| Pos | Piloto              | Equipe                        | Moto     | Tempo     | Pontos |
| --- | ------------------- | ----------------------------- | -------- | --------- | ------ |
| 1   | Johann Zarco        | Ajo Motorsport                | Kalex    | 40'57.806 | 25     |
| 2   | Sam Lowes           | Federal Oil Gresini Moto2     | Kalex    | +1.347    | 20     |
| 3   | Jonas Folger        | Dynavolt Intact GP            | Kalex    | +2.754    | 16     |
| 4   | Alex Rins           | Paginas Amarillas HP 40       | Kalex    | +6.101    | 13     |
| 5   | Dominique Aegerter  | CarXpert Interwetten          | Kalex    | +17.384   | 11     |
| 6   | Hafizh Syahrin      | Petronas Raceline Malaysia    | Kalex    | +17.484   | 10     |
| 7   | Thomas Luthi        | Garage Plus Interwetten       | Kalex    | +26.411   | 9      |
| 8   | Axel Pons           | AGR Team                      | Kalex    | +31.016   | 8      |
| 9   | Takaaki Nakagami    | IDEMITSU Honda Team Asia      | Kalex    | +31.403   | 7      |
| 10  | Mattia Pasini       | Italtrans Racing Team         | Kalex    | +31.816   | 6      |
| 11  | Marcel Schrotter    | AGR Team                      | Kalex    | +32.329   | 5      |
| 12  | Xavier Simeon       | QMMF Racing Team              | Speed Up | +40.968   | 4      |
| 13  | Lorenzo Baldassarri | Forward Team                  | Kalex    | +47.883   | 3      |
| 14  | Xavi Vierge         | Tech 3 Racing                 | Tech 3   | +56.027   | 2      |
| 15  | Luis Salom          | SAG Team                      | Kalex    | +58.278   | 1      |
| 16  | Danny Kent          | Leopard Racing                | Kalex    | +58.437   | 0      |
| 17  | Ratthapark Wilairot | IDEMITSU Honda Team Asia      | Kalex    | +58.615   | 0      |
| 18  | Luca Marini         | Forward Team                  | Kalex    | +59.245   | 0      |
| 19  | Julian Simon        | QMMF Racing Team              | Speed Up | +59.535   | 0      |
| 20  | Simone Corsi        | Speed Up Racing               | Speed Up | +59.878   | 0      |
| 21  | Miguel Oliveira     | Leopard Racing                | Kalex    | +1'00.406 | 0      |
| 22  | Robin Mulhauser     | CarXpert Interwetten          | Kalex    | +1'09.254 | 0      |
| 23  | Jesko Raffin        | Sports-Millions-EMWE-SAG      | Kalex    | +1'14.825 | 0      |
| 24  | Isaac Viñales       | Tech 3 Racing                 | Tech 3   | +1'16.792 | 0      |
| 25  | Franco Morbidelli   | Estrella Galicia 0,0 Marc VDS | Kalex    | +1'41.530 | 0      |
| 26  | Efren Vazquez       | JPMoto Malaysia               | Suter    | 1 volta   | 0      |
| 27  | Alessandro Tonucci  | Tasca Racing Scuderia Moto2   | Kalex    | 1 volta   | 0      |

### Classificação Moto3
| Pos | Piloto                | Equipe                    | Moto     | Tempo     | Pontos |
| --- | --------------------- | ------------------------- | -------- | --------- | ------ |
| 1   | Khairul Idham Pawi    | Honda Team Asia           | Honda    | 41'35.452 | 25     |
| 2   | Jorge Navarro         | Estrella Galicia 0,0      | Honda    | +26.170   | 20     |
| 3   | Brad Binder           | Red Bull KTM Ajo          | KTM      | +30.060   | 16     |
| 4   | Andrea Locatelli      | Leopard Racing            | KTM      | +30.339   | 13     |
| 5   | Joan Mir              | Leopard Racing            | KTM      | +30.506   | 11     |
| 6   | Hiroki Ono            | Honda Team Asia           | Honda    | +30.736   | 10     |
| 7   | John Mcphee           | Peugeot MC Saxoprint      | Peugeot  | +32.493   | 9      |
| 8   | Jorge Martin          | ASPAR Mahindra Team Moto3 | Mahindra | +40.596   | 8      |
| 9   | Jakub Kornfeil        | Drive M7 SIC Racing Team  | Honda    | +45.667   | 7      |
| 10  | Niccolò Antonelli     | Ongetta-Rivacold          | Honda    | +45.893   | 6      |
| 11  | Adam Norrodin         | Drive M7 SIC Racing Team  | Honda    | +46.173   | 5      |
| 12  | Juanfran Guevara      | RBA Racing Team           | KTM      | +51.434   | 4      |
| 13  | Fabio Quartararo      | Leopard Racing            | KTM      | +57.893   | 3      |
| 14  | Maria Herrera         | MH6 Laglisse              | KTM      | +1'05.983 | 2      |
| 15  | Philipp Oettl         | Schedl GP Racing          | KTM      | +1'08.426 | 1      |
| 16  | Livio Loi             | RW Racing GP BV           | Honda    | +1'10.165 | 0      |
| 17  | Enea Bastianini       | Gresini Racing Moto3      | Honda    | +1'11.664 | 0      |
| 18  | Nicolo Bulega         | SKY Racing Team VR46      | KTM      | +1'11.791 | 0      |
| 19  | Gabriel Rodrigo       | RBA Racing Team           | KTM      | +1'12.151 | 0      |
| 20  | Romano Fenati         | SKY Racing Team VR46      | KTM      | +1'12.270 | 0      |
| 21  | Alexis Masbou         | Peugeot MC Saxoprint      | Peugeot  | +1'12.382 | 0      |
| 22  | Bo Bendsneyder        | Red Bull KTM Ajo          | KTM      | +1'12.522 | 0      |
| 23  | Francesco Bagnaia     | ASPAR Mahindra Team Moto3 | Mahindra | +1'18.884 | 0      |
| 24  | Karel Hanika          | Platinum Bay Real Estate  | Mahindra | +1'25.115 | 0      |
| 25  | Fabio Di Giannantonio | Gresini Racing Moto3      | Honda    | +1'31.975 | 0      |
| 26  | Jules Danilo          | Ongetta-Rivacold          | Honda    | +1'38.400 | 0      |
| 27  | Tatsuki Suzuki        | CIP-Unicom Starker        | Mahindra | +1'38.784 | 0      |
| 28  | Stefano Valtulini     | 3570 Team Italia          | Mahindra | +1'39.051 | 0      |
| 29  | Andrea Migno          | SKY Racing Team VR46      | KTM      | +1'44.035 | 0      |
| 30  | Darryn Binder         | Platinum Bay Real Estate  | Mahindra | 1 volta   | 0      |
| 31  | Lorenzo Petrarca      | 3570 Team Italia          | Mahindra | 1 volta   | 0      |
| 32  | Fabio Spiranelli      | CIP-Unicom Starker        | Mahindra | 1 volta   | 0      |